# Honmachi (métro d'Osaka)
Honmachi (本町駅, Honmachi-eki) est une station du métro d'Osaka sur les lignes Midōsuji, Chūō et Yotsubashi dans l'arrondissement de Chūō à Osaka.

## Situation sur le réseau
La station Honmachi est située au point kilométrique (PK) 8,6 de la ligne Midōsuji entre les stations Yodoyabashi et Shinsaibashi, au PK 12,6 de la ligne Chūō entre les stations Awaza et Sakaisuji-Hommachi, et au PK 2,2 de la ligne Yotsubashi entre les stations Higobashi et Yotsubashi.

## Histoire
La station a été inaugurée le 20 mai 1933 sur ligne Midōsuji. La station de la ligne Chūō ouvre le 31 octobre 1964 et celle de la ligne Yotsubashi ouvre le 1er octobre 1965.

## Services aux voyageurs

### Accès et accueil
La station est ouverte tous les jours.

### Desserte
- Ligne Midōsuji :
  - voie 1 : direction Nakamozu
  - voie 2 : direction Esaka (interconnexion avec la ligne Kitakyu Namboku pour Minoh-kayano)
- Ligne Chūō :
  - voie 1 : direction Nagata (interconnexion avec la ligne Kintetsu Keihanna pour Nara-Tomigaoka)
  - voie 2 : direction Yumeshima
- Ligne Yotsubashi :
  - voie 1 : direction Suminoekoen
  - voie 2 : direction Nishi-Umeda

Installations et desserte
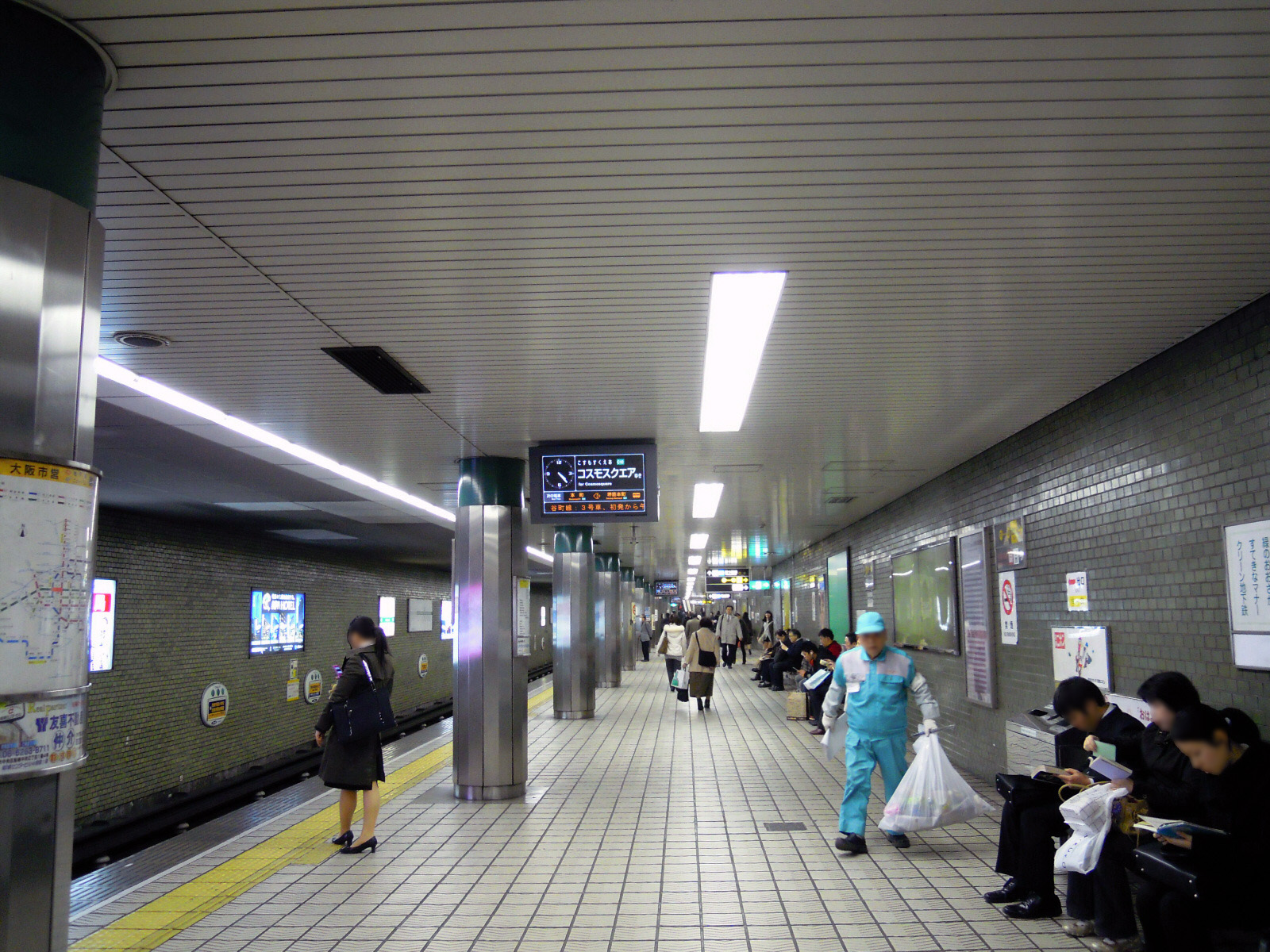
Quai de la ligne Chūō
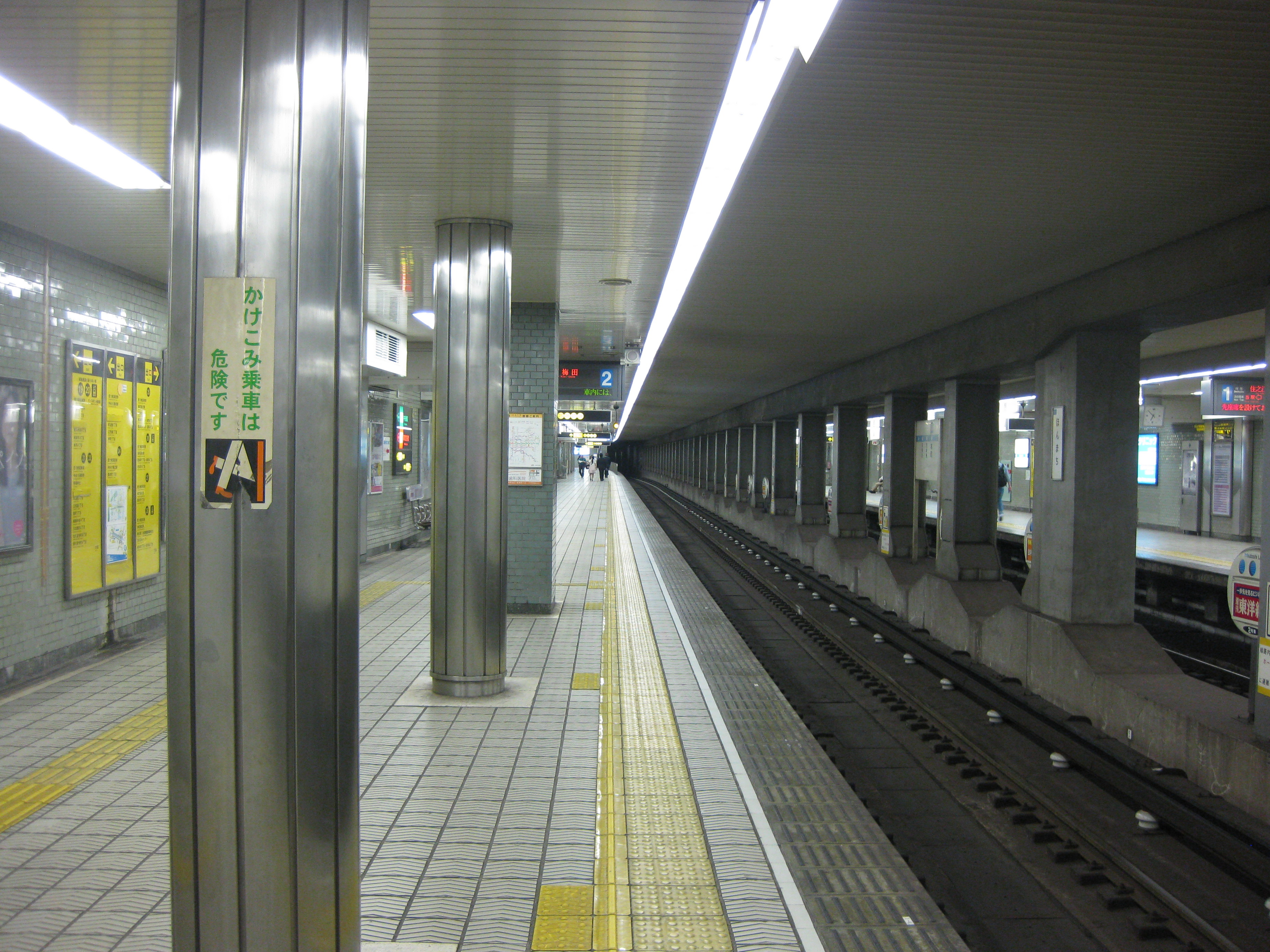
Quais de la ligne Yotsubashi

## Dans les environs
- Parc Utsubo
- Namba-jinja
- Ikasuri-jinja